# Mèo lông dài Anh
Mèo lông dài Anh là một nòi mèo nhà có kích thước trung bình và lông dài, xuất xứ từ Vương quốc Anh.